# 三鄉中央站

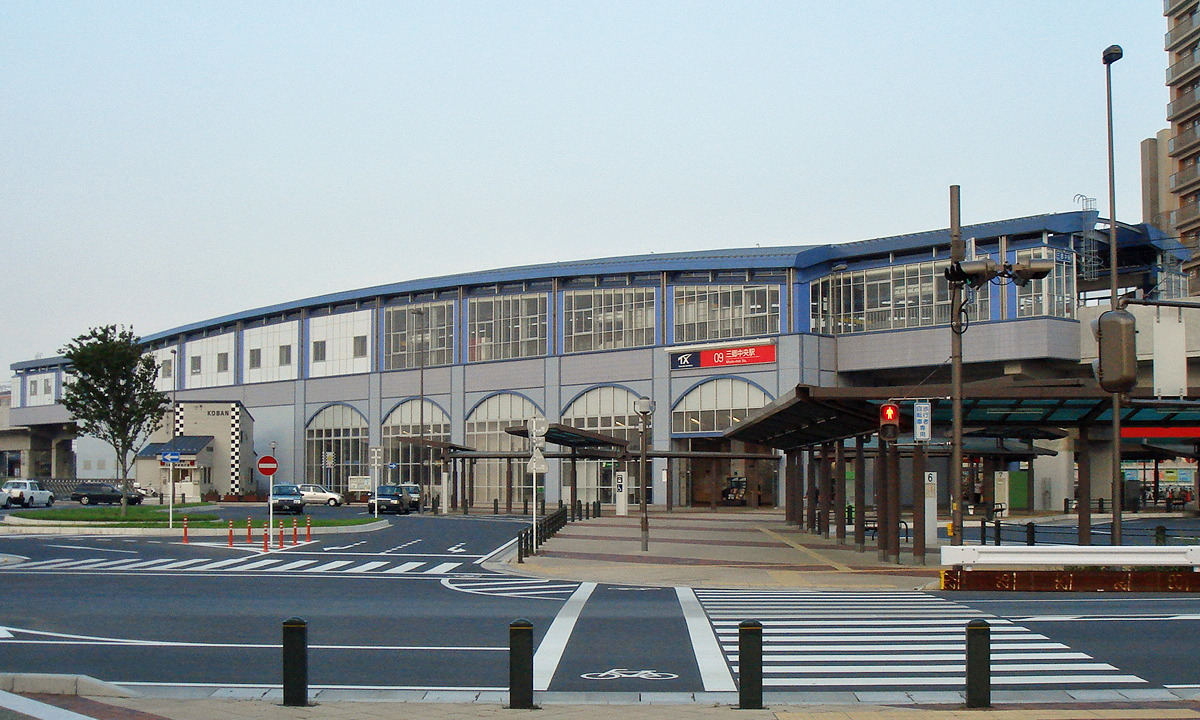
站房全景（2006年8月）

三鄉中央站（日语：／ Misato-Chūō eki */?）是位於日本埼玉縣三鄉市中央一丁目，屬於首都圈新都市鐵道筑波快線的鐵路車站。車站編號是TX09。

## 歷史
- 2005年（平成17年）8月24日 - 在三鄉市谷中（日语：谷中 (三郷市)）字三尺上365番地開業。
- 2015年（平成27年）1月31日 - 車站所在地改為三鄉市中央一丁目1番地1。

## 車站結構
對向式月台2面2線的高架車站。

### 月台配置
| 月台 | 路線     | 目的地                       |
| ---- | -------- | ---------------------------- |
| 1    | 筑波快線 | 流山大鷹之森、守谷、筑波方向 |
| 2    | 筑波快線 | 北千住、秋葉原方向           |

## 使用情況
2016年（平成28年）度的1日平均上車人次為13,164人。
開業以來的1日平均上車人次推移如下表。
| 年度               | 1日平均 上車人次 | 來源   |
| ------------------ | ---------------- | ------ |
| 2005年（平成17年） | 3,476            | [ 2 ]  |
| 2006年（平成18年） | 4,743            | [ 3 ]  |
| 2007年（平成19年） | 6,083            | [ 4 ]  |
| 2008年（平成20年） | 6,984            | [ 5 ]  |
| 2009年（平成21年） | 7,368            | [ 6 ]  |
| 2010年（平成22年） | 8,128            | [ 7 ]  |
| 2011年（平成23年） | 8,708            | [ 8 ]  |
| 2012年（平成24年） | 9,862            | [ 9 ]  |
| 2013年（平成25年） | 11,421           | [ 10 ] |
| 2014年（平成26年） | 11,772           | [ 11 ] |
| 2015年（平成27年） | 12,487           | [ 12 ] |
| 2016年（平成28年） | 13,164           |        |

## 相鄰車站
首都圈新都市鐵道
 筑波快線
■快速、■通勤快速
通過
■區間快速、■普通
八潮（TX08）－三鄉中央（TX09）－南流山（TX10）

## 外部連結
- 三鄉中央站 | 車站資訊、路線圖 | 筑波快線（页面存档备份，存于）